# Tunnel de Hochwald
Le Tunnel de Hochwald est un tunnel situé en Allemagne, en Thuringe. Il mesure 1 056 mètres.